# Meridià 157 a l'est
El meridià 157 a l'est de Greenwich és una línia de longitud que s'estén des del pol Nord travessant l'oceà Àrtic, Àsia, Oceania l'oceà Índic, l'oceà Antàrtic, Australàsia i l'Antàrtida fins al pol Sud.
El meridià 157 a l'est forma un cercle màxim amb el meridià 23 a l'oest. Com tots els altres meridians, la seva longitud correspon a una semicircumferència terrestre, uns 20.003,932 km. Al nivell de l'Equador, és a una distància del meridià de Greenwich de 17.477 km.

## De Pol a Pol
Començant en el pol Nord i dirigint-se cap al pol Sud, aquest meridià travessa:
| Coordenades                               | País, territori o mar   | Notes                                                                                          |
| ----------------------------------------- | ----------------------- | ---------------------------------------------------------------------------------------------- |
| 90° 0′ N, 157° 0′ E / 90.000°N,157.000°E  | Oceà Àrtic              | Passa a l'est de l'illa Henrietta, Sakhà, Rússia (a 77° 6′ N, 156° 43′ E / 77.100°N,156.717°E) |
| 77° 2′ N, 157° 0′ E / 77.033°N,157.000°E  | Mar de Sibèria Oriental |                                                                                                |
| 71° 5′ N, 157° 0′ E / 71.083°N,157.000°E  | Rússia                  | Sakhà Óblast de Magadan — des de 66° 1′ N, 157° 0′ E / 66.017°N,157.000°E                      |
| 61° 35′ N, 157° 0′ E / 61.583°N,157.000°E | Mar d'Okhotsk           | Golf de Xélikhov                                                                               |
| 57° 51′ N, 157° 0′ E / 57.850°N,157.000°E | Rússia                  | Krai de Kamtxatka — Península de Kamtxatka                                                     |
| 51° 5′ N, 157° 0′ E / 51.083°N,157.000°E  | Oceà Pacífic            |                                                                                                |
| 4° 42′ S, 157° 0′ E / 4.700°S,157.000°E   | Papua Nova Guinea       | Atol de Takuu                                                                                  |
| 4° 48′ S, 157° 0′ E / 4.800°S,157.000°E   | Oceà Pacífic            |                                                                                                |
| 6° 53′ S, 157° 0′ E / 6.883°S,157.000°E   | Illes Salomó            | Illa de Choiseul                                                                               |
| 7° 16′ S, 157° 0′ E / 7.267°S,157.000°E   | Estret de Nova Geòrgia  |                                                                                                |
| 7° 52′ S, 157° 0′ E / 7.867°S,157.000°E   | Illes Salomó            | Illa de Kolombangara                                                                           |
| 8° 6′ S, 157° 0′ E / 8.100°S,157.000°E    | Mar de Salomó           | Passa a l'oest de Vonavona, Illes Salomó (a 8° 11′ N, 157° 0′ E / 8.183°N,157.000°E)           |
| 11° 47′ S, 157° 0′ E / 11.783°S,157.000°E | Mar del Corall          |                                                                                                |
| 29° 57′ S, 157° 0′ E / 29.950°S,157.000°E | Oceà Pacífic            |                                                                                                |
| 60° 0′ S, 157° 0′ E / 60.000°S,157.000°E  | Oceà Antàrtic           |                                                                                                |
| 69° 12′ S, 157° 0′ E / 69.200°S,157.000°E | Antàrtida               | Territori Antàrtic Australià, reclamat per Austràlia                                           |